# Купенін
Купенін (пол. Kupienin) — село в Польщі, у гміні Менджехув Домбровського повіту Малопольського воєводства.
Населення — 469 осіб (2011).
У 1975-1998 роках село належало до Тарновського воєводства.

## Демографія
Демографічна структура станом на 31 березня 2011 року:
|          | Загалом | Допрацездатний вік | Працездатний вік | Постпрацездатний вік |
| -------- | ------- | ------------------ | ---------------- | -------------------- |
| Чоловіки | 228     | 36                 | 144              | 48                   |
| Жінки    | 241     | 33                 | 119              | 89                   |
| Разом    | 469     | 69                 | 263              | 137                  |